# Форт-Бранч (Індіана)
Форт-Бранч (англ. Fort Branch) — місто (англ. town) в США, в окрузі Ґібсон штату Індіана. Населення — 2965 осіб (2020).

## Географія
Форт-Бранч розташований за координатами 38°14′45″ пн. ш. 87°34′24″ зх. д. / 38.24583° пн. ш. 87.57333° зх. д. (38.245827, -87.573215).  За даними Бюро перепису населення США в 2010 році місто мало площу 2,87 км², з яких 2,84 км² — суходіл та 0,03 км² — водойми.

## Демографія
Згідно з переписом 2010 року, у місті мешкала 2771 особа в 1162 домогосподарствах у складі 774 родин. Густота населення становила 965 осіб/км².  Було 1244 помешкання (433/км²).
Расовий склад населення:
| - 96,8 % — білих - 1,2 % — азіатів - 0,3 % — чорних або афроамериканців - 0,1 % — корінних американців |

До двох чи більше рас належало 0,9 %. Частка іспаномовних становила 0,9 % від усіх жителів.
За віковим діапазоном населення розподілялося таким чином: 24,4 % — особи молодші 18 років, 61,2 % — особи у віці 18—64 років, 14,4 % — особи у віці 65 років та старші. Медіана віку мешканця становила 38,0 року. На 100 осіб жіночої статі у місті припадало 99,4 чоловіків;  на 100 жінок у віці від 18 років та старших — 96,7 чоловіків також старших 18 років.
Середній дохід на одне домашнє господарство  становив 65 657 доларів США (медіана — 46 466), а середній дохід на одну сім'ю — 69 423 долари (медіана — 57 500). Медіана доходів становила 42 238 доларів для чоловіків та 34 821 долар для жінок. За межею бідності перебувало 8,0 % осіб, у тому числі 10,9 % дітей у віці до 18 років та 7,7 % осіб у віці 65 років та старших.
Цивільне працевлаштоване населення становило 1441 осіб. Основні галузі зайнятості: освіта, охорона здоров'я та соціальна допомога — 21,7 %, виробництво — 21,4 %, мистецтво, розваги та відпочинок — 11,8 %, науковці, спеціалісти, менеджери — 8,9 %.